# Maxiprocesso di Palermo
(Dalla requisitoria del pubblico ministero Domenico Signorino, 30 marzo 1987)
Maxiprocesso di Palermo è la denominazione che fu data, a livello giornalistico, a un processo penale celebrato a Palermo per crimini di mafia (ma il nome esatto dell'organizzazione criminale è Cosa nostra), tra cui omicidio, traffico di stupefacenti, estorsione, associazione mafiosa e altri.
Il maxiprocesso deve il proprio soprannome alle sue enormi proporzioni: in primo grado gli imputati erano 475 (poi scesi a 460 nel corso del processo), con circa 200 avvocati difensori. Il processo di primo grado si concluse con pesanti condanne: 19 ergastoli e pene detentive per un totale di 2665 anni di reclusione. Dopo un articolato iter processuale tali condanne furono poi quasi tutte confermate dalla Cassazione. A quanto è dato sapere, si tratta del più grande processo penale mai celebrato al mondo.
Durò dal 10 febbraio 1986 (giorno di inizio del processo di primo grado) al 30 gennaio 1992 (giorno della sentenza finale della Corte di Cassazione). Tuttavia spesso per maxiprocesso si intende il solo processo di primo grado, durato fino al 16 dicembre 1987.

## Contesto storico

### La situazione a Palermo
All'inizio degli anni ottanta in Sicilia imperversava la seconda guerra di mafia: la fazione dei Corleonesi, capeggiata da Salvatore Riina e Bernardo Provenzano, e quella palermitana, guidata da Stefano Bontate, Salvatore Inzerillo e Gaetano Badalamenti (di cui faceva parte anche Tommaso Buscetta, scappato in Brasile), si contendevano il dominio sul territorio, al punto che tra il 1981 e il 1984 vennero commessi circa 600 omicidi e la seconda fazione risultò perdente.
Anche numerosi uomini delle istituzioni italiane, che avevano tentato di combattere la mafia attraverso nuove leggi, indagini e azioni di Polizia, caddero sotto i colpi dell'organizzazione criminale; tra questi il prefetto di Palermo Carlo Alberto dalla Chiesa (già noto generale dei Carabinieri), il segretario provinciale democristiano Michele Reina, il commissario di Polizia Boris Giuliano, il giornalista Mario Francese, il candidato a giudice istruttore di Palermo Cesare Terranova, il presidente della Regione Siciliana Piersanti Mattarella, il procuratore Gaetano Costa, il capitano dei Carabinieri Emanuele Basile, il segretario regionale siciliano del PCI Pio La Torre, i Carabinieri Silvano Franzolin, Salvatore Raiti, Luigi Di Barca e molti altri ancora.

### La nascita delpoolantimafia

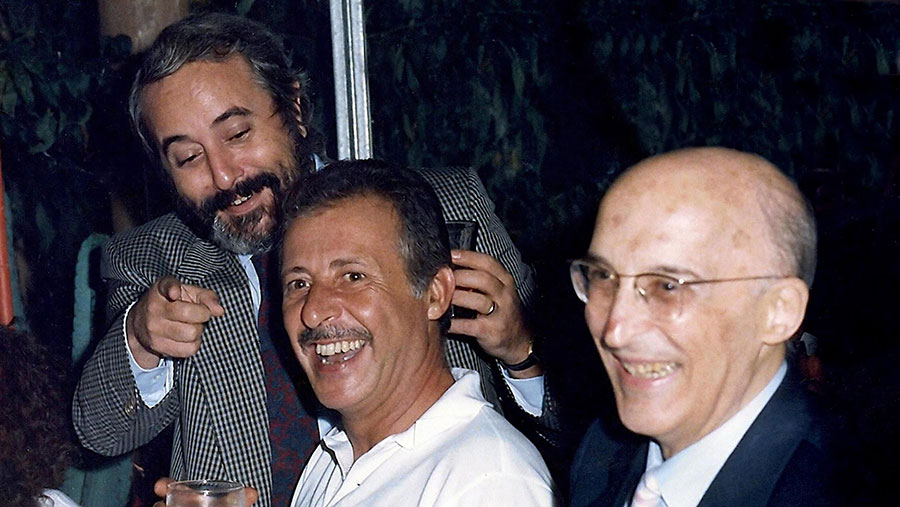
Giovanni Falcone (sulla sinistra) insieme a Paolo Borsellino (al centro) ed Antonino Caponnetto nel 1986.

Per far fronte a una simile situazione, il primo a pensare che presso l'Ufficio istruzione del tribunale di Palermo potesse essere istituita una squadra di giudici istruttori, che avrebbero lavorato in gruppo, fu il consigliere istruttore Rocco Chinnici. Nel luglio 1982 le indagini del commissario Ninni Cassarà e dei capitani dei carabinieri Tito Baldo Honorati e Angiolo Pellegrini diedero origine al cosiddetto "Rapporto dei 162" (Greco Michele + 161), la prima grossa inchiesta sulla fazione dei Corleonesi che inquadrava sia i gruppi "perdenti" che i "vincenti" della guerra di mafia allora in corso, considerata l'embrione dell'ipotesi investigativa alla base del Maxiprocesso; il rapporto venne trasmesso al procuratore capo Vincenzo Pajno (che lo assegnò ai sostituti Vincenzo Geraci e Alberto Di Pisa) e all'Ufficio istruzione, dove Chinnici lo affidò al giudice Giovanni Falcone, che nel giro di qualche mese iniziò a lavorare fianco a fianco con i colleghi della Procura Agata Consoli, Domenico Signorino e Giuseppe Ayala, titolari delle delicate inchieste sull'omicidio di Carlo Alberto dalla Chiesa e sulla strage della circonvallazione che si intersecavano inevitabilmente con quella sui 162 poiché una perizia compiuta da uno dei migliori esperti balistici italiani, il professor Marco Morin (consulente della Procura di Venezia), aveva dimostrato che per tutti questi delitti era stato usato un unico mitragliatore kalashnikov e quindi avevano esecutori in comune. Le indagini, che con il passare dei mesi si allargavano sempre di più, avevano dei tratti in comune anche con quella condotta da un altro giudice istruttore dello stesso Ufficio, Paolo Borsellino, che riguardava l'omicidio del capitano dei Carabinieri Emanuele Basile, ucciso nel 1980 perché investigava sui rapporti tra i mafiosi di Corleone, Altofonte e Corso dei Mille.
Quando poi nel 1983 Cosa nostra uccise anche Chinnici, il giudice chiamato a sostituirlo, Antonino Caponnetto, decise di mantenere e ampliare l'organizzazione dell'ufficio voluta dal predecessore. Caponnetto si informò presso la Procura di Torino riguardo a come si fosse organizzata durante gli anni del terrorismo e decise infine di istituire presso l'ufficio istruzione un vero pool antimafia, ossia un gruppo di giudici istruttori che si sarebbero occupati esclusivamente dei reati di stampo mafioso. Lavorando in gruppo, essi avrebbero avuto una visione più chiara e completa del fenomeno mafioso nel palermitano, e di conseguenza la possibilità di combatterlo più efficacemente.
Caponnetto scelse, tra i giudici istruttori che meglio conosceva e dei quali riteneva di potersi fidare, Giovanni Falcone, Paolo Borsellino, Leonardo Guarnotta e Giuseppe Di Lello. Questi avrebbero svolto tutte le indagini su Cosa nostra, coadiuvati dai sostituti procuratori Giuseppe Ayala, Domenico Signorino, Vincenzo Geraci, Alberto Di Pisa e Giusto Sciacchitano, il cui compito era inoltre quello di portare a processo come pubblici ministeri i risultati delle indagini del pool e ottenere le condanne.

## La fase istruttoria

### Introduzione: il codice in vigore
Il processo si svolse secondo il rito previsto dal Codice di procedura penale italiano del 1930. In sintesi, esso prevedeva che le indagini e la raccolta delle prove nei confronti degli indagati venissero effettuate in gran parte dal giudice istruttore. Altre indagini (di solito di minore importanza) erano svolte dal pubblico ministero.
Conclusa tale attività, il giudice istruttore, in base al materiale probatorio raccolto, tramite un'ordinanza-sentenza poteva disporre il proscioglimento oppure il rinvio a giudizio di ogni indagato. In questo secondo caso veniva celebrato un processo, in cui però a rappresentare l'accusa non andava il giudice istruttore ma il pubblico ministero. Il processo aveva dunque in gran parte il compito di saggiare la correttezza delle conclusioni cui era giunto il giudice istruttore.

### L'arresto di Tommaso Buscetta

Tommaso Buscetta arriva, in manette, all'aeroporto di Fiumicino, scortato dai poliziotti e nascondendo le mani sotto una coperta (15 luglio 1984).

Nel 1983 in Brasile venne arrestato il mafioso Tommaso Buscetta, detto don Masino, che era latitante da circa tre anni dopo essersi sottratto al regime di semilibertà in Italia. Nelle carceri brasiliane, quando seppe che sarebbe stato estradato in Italia, Buscetta tentò senza successo di uccidersi ingerendo della stricnina (in una quantità, in realtà, non sufficiente per potergli essere fatale). Nel 1984 il giudice Falcone volò in Brasile per interrogare Buscetta ed ebbe l'impressione che egli potesse essere disposto a collaborare con la giustizia (gesto che, nel rigido codice d'onore malavitoso, rappresenta inevitabilmente un tradimento da punire con la morte). Così avvenne: mentre il vicequestore Gianni De Gennaro e i suoi uomini lo scortavano sull'aereo che lo riportava in Italia, Buscetta espresse questa volontà ed, arrivato a Roma il 15 luglio 1984, cominciò a raccontare a Falcone le sue conoscenze su Cosa nostra.

### Il pentimento
Molto si è scritto sulla decisione di Buscetta di voltare le spalle a Cosa nostra e collaborare con gli inquirenti. In ogni caso, non si trattò di un pentimento in senso morale o spirituale: Buscetta non volle mai essere definito un "pentito", ammettendo di essere stato ed essere ancora un mafioso e di aver commesso, per tale motivo, dei crimini per i quali sarebbe stato pronto a pagare il proprio debito con la giustizia. Affermò anche che erano stati i nuovi capi di Cosa nostra, i Corleonesi, a sovvertire con la violenza i vecchi ideali della "Onorata società" e che, quindi, i veri traditori erano loro. Su questo punto, però, va precisato che vari studiosi di Cosa nostra, tra cui lo stesso Falcone, ritengono che, in realtà, non sia mai esistito un tempo in cui la mafia rispettasse un qualsiasi codice etico.
Si può aggiungere almeno un'altra riflessione: Buscetta faceva parte di una fazione perdente e, non riuscendo ad eliminarlo, i Corleonesi gli avevano ucciso ben undici parenti (tra cui due figli che non erano nemmeno affiliati a Cosa nostra, grave violazione delle regole non scritte della mafia). Di conseguenza, una volta arrestato, rivelare le proprie conoscenze era l'unico modo rimasto a Buscetta per prendersi una rivincita sui suoi nemici. La decisione di parlare peraltro non fu priva di conflitti interiori, tanto che, come già detto, poco prima di essere rimpatriato Buscetta tentò anche il suicidio.

### Le rivelazioni
Riguardo all'organizzazione di Cosa nostra, Buscetta rivelò che essa era rigidamente piramidale. Alla base stava la cosiddetta famiglia (coincidente con una borgata nella città di Palermo o con un paese nella provincia di Palermo); tre o più famiglie contigue formavano un mandamento. I capi-mandamento della provincia di Palermo, riuniti in assemblea, formavano la cosiddetta Commissione provinciale. Nessun omicidio di rilievo in provincia poteva essere commesso da un mafioso senza l’assenso della Commissione. Al di sopra della Commissione provinciale c'era infine la Commissione interprovinciale, che raggruppava i rappresentanti mafiosi di tutte le province siciliane.
Le rivelazioni di Tommaso Buscetta si possono fondamentalmente suddividere in due categorie:
- L'organizzazione e le regole interne di Cosa nostra;
- I mandanti e gli esecutori materiali di numerosi delitti di mafia.

Fino a quei tempi, l'omertà di chiunque avesse avuto a che fare con gli ambienti ed i fatti mafiosi era così stretta che nessuno sapeva esattamente in cosa consistesse e come funzionasse Cosa nostra; per tale motivo le rivelazioni di Buscetta avevano un valore incalcolabile e consentivano per la prima volta agli inquirenti di penetrare quel mondo ancora ignoto. Per mantenere la massima segretezza (necessaria per poter poi colpire la mafia di sorpresa) Buscetta parlava esclusivamente con Falcone, il quale verbalizzava di proprio pugno, a penna, le informazioni. Ci vollero circa due mesi perché Buscetta terminasse la prima fase dei propri racconti.
Solo su un argomento Buscetta affermò, inizialmente, di non voler dire nulla: i rapporti tra mafia e politica. A questo proposito Buscetta spiegò che, secondo lui, i tempi non erano ancora maturi per rendere dichiarazioni simili allo Stato e le sue rivelazioni avrebbero scatenato polemiche e non sarebbero state considerate attendibili, giudizio che avrebbe sicuramente coinvolto anche tutto il resto delle sue dichiarazioni.

### Ilblitzdi San Michele
Man mano che Buscetta faceva le proprie rivelazioni, si cercavano i necessari riscontri, anche esaminando i risultati di indagini bancarie e rapporti di Polizia stilati negli anni precedenti (si stima che Falcone ordinò agli uomini di Gianni De Gennaro e Ninni Cassarà ben 3600 verifiche alle accuse di Buscetta). Nel settembre 1984, si decise infine di passare all'azione, ossia eseguire gli ordini di custodia cautelare derivanti dalle dichiarazioni di Buscetta. Il blitz era previsto attorno alla metà di ottobre, ma verso la fine di settembre, conversando con un giornalista del settimanale L'Espresso, Falcone ebbe la sensazione (poi rivelatasi infondata) che questi fosse venuto a conoscenza dell'operazione in preparazione. Per evitare che un eventuale scoop giornalistico rovinasse la riuscita dell'operazione, si decise di passare all'azione prima che uscisse il successivo numero del settimanale. Il lavoro di circa quindici giorni venne quindi concentrato in una sola nottata.
Nella notte tra il 28 e il 29 settembre 1984 al tribunale di Palermo si lavorò febbrilmente per spiccare 366 ordini di custodia cautelare da eseguire la mattina dopo. Il giudice Di Lello, che, ignaro di tutto, dormiva a casa propria, venne svegliato verso le tre del mattino e dovette correre in tribunale per firmare centinaia di documenti. L'operazione di Polizia, eseguita nel giorno di San Michele (29 settembre) colse tutti di sorpresa, sia la mafia sia le istituzioni italiane, e consentì la cattura di oltre i due terzi dei ricercati.
Nell'ottobre 1984 il giudice Falcone iniziò a raccogliere anche le dichiarazioni del mafioso Salvatore "Totuccio" Contorno, che era sfuggito a un agguato per le strade di Brancaccio e che aveva visto assassinare, per ritorsione, 35 tra parenti e amici: le dichiarazioni di Contorno costituivano un'ulteriore conferma a quelle di Buscetta e nel giro di pochi giorni produssero altri 127 mandati di cattura e 56 arresti eseguiti tra Palermo, Roma, Bari e Bologna.
Rimase famoso anche un articolo di Leonardo Sciascia intitolato I professionisti dell'antimafia, pubblicato sul Corriere della Sera del 10 gennaio 1987 (quando il maxiprocesso di primo grado era in pieno svolgimento), nel quale l’autore, prendendo come esempio la nomina di Borsellino a procuratore capo di Marsala a scapito di colleghi con maggiore anzianità di servizio ma meno esperti di mafia, lamentava come le inchieste contro Cosa nostra sembrassero essere diventate un modo per far carriera, più che un servizio allo Stato. Tale affermazione produsse, tra lo scrittore e gli inquirenti, un breve botta-e-risposta dai toni assai accalorati. Il rischio paventato dallo scrittore poteva in effetti teoricamente sussistere e la sua preoccupazione era senz'altro legittima, ma, nel merito, l’esempio portato da Sciascia non era congruente: oggigiorno la scelta che a suo tempo venne fatta di nominare Borsellino, esperto di mafia, in un territorio strangolato dalla criminalità organizzata, viene generalmente considerata opportuna, e, in ogni caso, la procura di Marsala non rappresentava una "poltrona" particolarmente appetibile.

### Le reazioni alblitze gli organi di informazione
Il blitz di San Michele fece molto scalpore, in Italia e all'estero. Dagli Stati Uniti arrivarono commenti entusiastici, mentre in Italia ai complimenti di una parte del mondo politico e giornalistico si contrappose il silenzio o la critica di un'altra parte. Alcuni erano convinti che quella fosse "giustizia spettacolo", che non avrebbe portato ad alcun risultato concreto, mentre altri non vedevano di buon occhio una lotta così intensa alla mafia e la consideravano non tanto un'opportunità, quanto un pericolo. Non mancò nemmeno una marcata ostilità di alcuni componenti della magistratura palermitana, che manifestarono dubbi e critiche sul maxiprocesso in preparazione e sui suoi promotori.
Furono in particolare due i quotidiani che si fecero portavoce di coloro che avversavano l'inchiesta, il Giornale di Indro Montanelli ed il Giornale di Sicilia di Antonio Ardizzone, pubblicando articoli fortemente critici o irridenti sull'intera inchiesta e sui giudici che la conducevano. Tale atteggiamento restò evidente per tutto il processo di primo grado, ma dovette per forza di cose affievolirsi quando la conclusione del processo portò a pesanti condanne.

### Ritorsioni contro i collaboratori di giustizia
Il 18 ottobre 1984, mentre Buscetta e Contorno continuavano a rendere le loro dichiarazioni al giudice Falcone, otto uomini vennero massacrati a colpi di lupara e pistola all'interno di una stalla a Piazza Scaffa, nel rione palermitano di Corso dei Mille, e, secondo alcuni osservatori dell'epoca, la strage sarebbe stata la feroce risposta di Cosa Nostra alle serrate indagini del pool antimafia; nello stesso periodo, i Corleonesi scatenarono un'offensiva anche contro coloro che avevano scelto la strada della collaborazione con la giustizia: il 12 novembre 1984 Salvatore Anselmo, un mafioso che aveva reso importanti dichiarazioni sul traffico di stupefacenti, venne assassinato mentre si trovava agli arresti domiciliari mentre due giorni dopo finì ucciso Mario Coniglio, fratello di Salvatore, uno dei "soci" di Anselmo che da mesi collaborava anche lui con la giustizia e che aveva avuto un ruolo determinante nel processo contro gli assassini del boss Pietro Marchese; il 2 dicembre successivo venne freddato in un tragico agguato Leonardo Vitale, che negli anni '70 era stato uno dei primi mafiosi a collaborare con la giustizia, e cinque giorni dopo a Bagheria avvenne l'omicidio di Pietro Busetta, inerme ed onesto lavoratore reo soltanto di avere sposato una sorella di Buscetta.
Inoltre, il 23 dicembre dello stesso anno, il boss Giuseppe Calò organizzò, insieme ad ambienti della banda della Magliana legati al terrorismo nero, la strage del Rapido 904, che provocò 17 morti e 267 feriti, al fine di distogliere l'attenzione delle autorità dalle indagini del pool antimafia e dalle dichiarazioni di Buscetta e Contorno.

### Il rinvio a giudizio

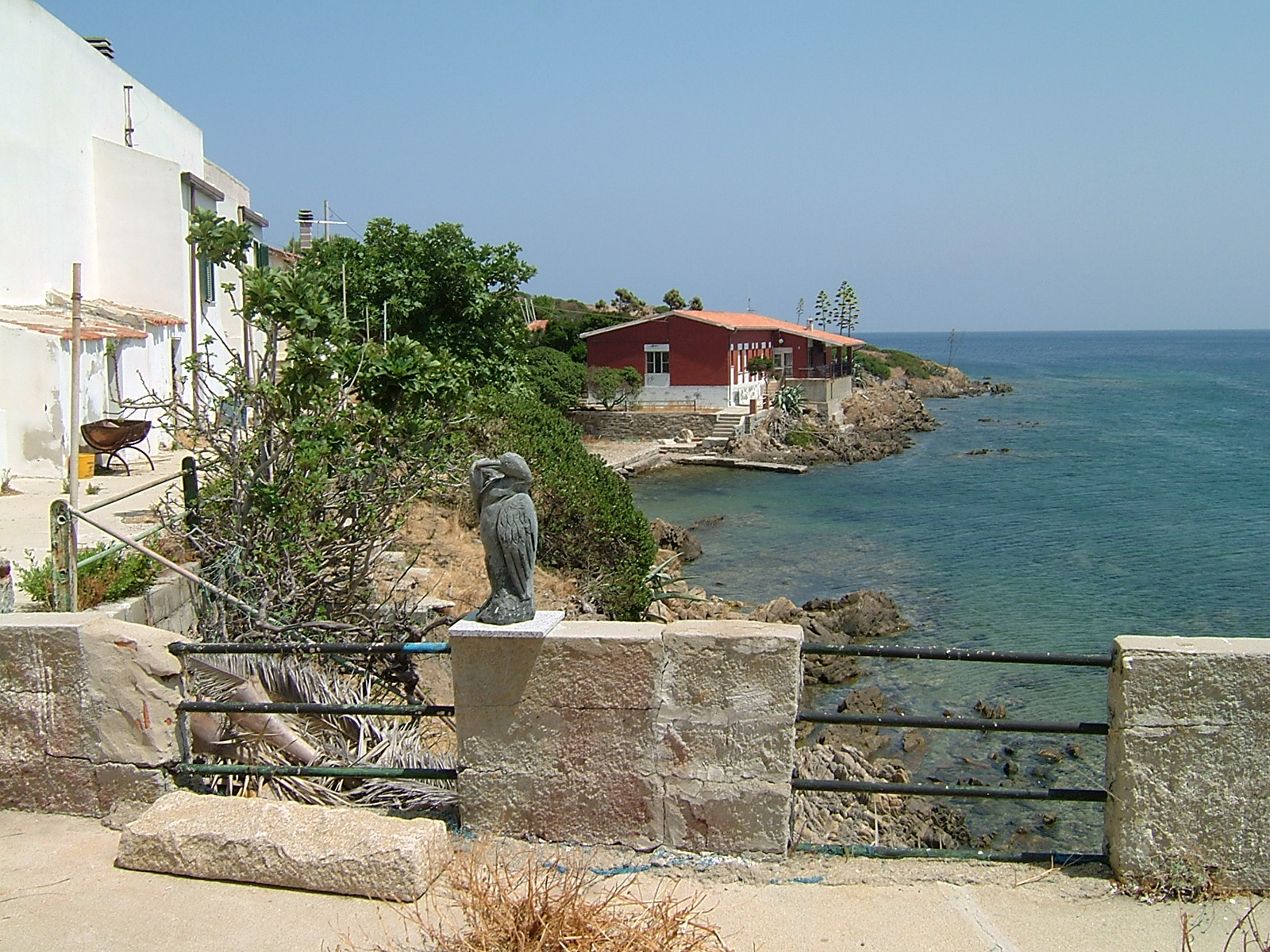
La casa in cui Falcone, Borsellino e le loro famiglie vissero durante il soggiorno all'Asinara.

Dopo gli omicidi in rapida successione del commissario Beppe Montana (28 luglio 1985), e del vicequestore Ninni Cassarà (6 agosto 1985), Falcone e Borsellino furono trasferiti per ragioni di sicurezza insieme con le loro famiglie nella foresteria del carcere dell'Asinara per scrivere le circa 8.000 pagine dell'ordinanza-sentenza che rinviava a giudizio 476 indagati in base alle indagini del pool. Per tale periodo, il Dipartimento dell'amministrazione penitenziaria richiese poi ai due magistrati un rimborso spese e un indennizzo per il soggiorno trascorso.
L'8 novembre 1985 il giudice Caponnetto poté emanare l'ordinanza-sentenza riguardante il maxiprocesso, intitolata "Abbate Giovanni + 706". Era lunga 8.608 pagine divise in 40 volumi e valutava la posizione di 707 indagati; di essi, 476 furono rinviati a giudizio (numero poi sceso a 475 perché il mafioso Nino Salvo, già gravemente malato, venne a mancare), gli altri 231 vennero prosciolti. Il primo volume dell'ordinanza era riservato alla lista degli imputati e dal secondo al quarto ai capi d'imputazione mentre dal quinto al ventesimo illustrava con dovizia di particolari gli argomenti salienti dell'istruttoria (struttura e regole di Cosa Nostra, produzione di sostanze stupefacenti gestita dalle cosche, l'indagine "Pizza connection", gli omicidi della guerra di mafia, i "delitti eccellenti" Giuliano, Basile, dalla Chiesa, Zucchetto, Giaccone); gli ultimi dieci volumi esaminavano la posizione di ogni singolo imputato, con una raccolta delle accuse e delle prove nei loro confronti. Per ciò che riguarda gli omicidi più importanti, venivano quindi rinviati a giudizio i membri della "Commissione" o "Cupola" di Cosa Nostra sulla base del cosiddetto “teorema Buscetta”, che affermava l'inderogabile principio della responsabilità collegiale dei membri dell'organo di vertice dell'organizzazione mafiosa in tutti gli omicidi di un certo rilievo.
In molte parti di essa, l'ordinanza-sentenza affrontava le dichiarazioni dei venticinque collaboratori di giustizia raccolte dai giudici sulle quali si basava l'accusa: tra di essi spiccavano, oltre a Buscetta e Contorno, i trafficanti turchi Sami Salek e Salah Al Din Wakkas, il trafficante cinese Koh Bak Kin, gli spacciatori di droga milanesi Gennaro Totta, Rodolfo Azzoli e il padovano Alessandro Zerbetto, l'ex bandito milanese d'origini catanesi Angelo Epaminonda, i rapinatori palermitani Stefano Calzetta, Vincenzo Sinagra, Salvatore Di Marco (contigui alla Famiglia di Corso dei Mille guidata dal boss Filippo Marchese, fedelissimo dei Corleonesi) e le dichiarazioni postume di Giuseppe Di Cristina e Leonardo Vitale (un collaboratore ante litteram che nel 1973 per primo aveva deciso di dissociarsi da Cosa nostra, ma che non era stato creduto, anche a causa di alcune sue bizzarrie come l'autolesionismo per penitenza).

### L'aula bunker
Fu subito chiaro che nessuna aula di tribunale a Palermo, e forse nel mondo, avrebbe potuto contenere un simile processo, quindi l'allora Ministro della Giustizia Mino Martinazzoli inviò nel capoluogo siciliano la funzionaria Liliana Ferraro per coordinare la costruzione, a fianco del carcere dell'Ucciardone, di una grande aula, che venne completata in soli sei mesi e venne subito soprannominata aula bunker, di forma ottagonale e dimensioni adatte a contenere svariate centinaia di persone. L'aula aveva sistemi di protezione tali da poter resistere anche ad attacchi di tipo missilistico e fu dotata di un sistema computerizzato di archiviazione degli atti, senza il quale un processo di tali proporzioni non sarebbe stato possibile.

### I pubblici ministeri e la Corte d'assise

Tommaso Buscetta viene portato in aula al maxiprocesso

A rappresentare l'accusa al maxiprocesso vennero nominati due pubblici ministeri: Giuseppe Ayala e Domenico Signorino, che si sarebbero alternati in aula.
Per quanto riguarda invece la composizione della Corte d'assise che avrebbe giudicato (un presidente, un secondo giudice togato denominato giudice a latere e sei giudici popolari), si pose subito un inatteso problema: nessun presidente di Corte d'assise sembrava infatti disposto a presiedere il maxiprocesso. Ben dieci di essi riuscirono in qualche modo a defilarsi; due di essi avevano in effetti gravi problemi di salute, ma per gli altri otto probabilmente prevalsero considerazioni di altro tipo. Alla fine l'incarico venne accettato da Alfonso Giordano, un magistrato che era stato nominato presidente di Corte d'assise da pochi mesi, ed era quindi "appena arrivato". Giordano, docente di diritto privato all'università di Palermo, per la maggior parte della propria carriera si era occupato di diritto civile, e la sua ambizione, in effetti, era di presiedere processi civili e non penali; aveva però maturato anche una decina d'anni di esperienza nel penale così, data anche l'assenza di altri giudici, pur considerando l'impresa ai limiti delle possibilità umane, decise di accettare.
Come secondo giudice della Corte (detto giudice a latere) venne nominato Pietro Grasso, e si procedette senza soverchie difficoltà anche alla nomina dei sei giudici popolari. Nel caso che qualcuno dei membri della Corte potesse trovarsi in condizione di non poter proseguire il processo (eventualità tutt'altro che remota trattandosi di un processo di mafia), furono nominati due ulteriori giudici togati (Dell'Acqua e Prestipino) che potessero eventualmente sostituire i giudici Giordano e Grasso, nonché altri venti giudici popolari in eventuale sostituzione dei sei della Corte.

### Parti civili
Diversi enti giuridici e soggetti fisici richiesero la costituzione di parte civile nel maxiprocesso che si stava aprendo. Il Comune di Palermo, per volere del sindaco Leoluca Orlando, si costituì parte civile nella prima volta della sua storia, rappresentato dall'avvocato Pietro Milio. La stessa cosa fecero numerosi familiari di personalità dello Stato rimaste vittime "eccellenti" di Cosa Nostra, il cui caso veniva trattato all'interno del processo: Nando, Rita e Simona dalla Chiesa (assistiti dagli avvocati Alfredo Galasso, Alfredo Biondi e Carla Garofalo), figli del prefetto Carlo Alberto dalla Chiesa; Filomena Rizzo, vedova dell'agente di scorta Domenico Russo, rimasto ucciso nella strage di via Carini; Ines Leotta, vedova del vicequestore Boris Giuliano; Antonia, Paolo e Giovanni Setti Carraro, madre e fratelli di Emanuela, la giovane moglie del prefetto dalla Chiesa; vedove e figli degli agenti uccisi nella strage della circonvallazione (16 giugno 1982); la vedova, i genitori e i fratelli del capitano dei carabinieri Emanuele Basile; Rosetta Prestinicola, moglie del medico legale Paolo Giaccone. Solo due donne provenienti dagli strati popolari della città che avevano avuto uccisi i loro familiari ebbero il coraggio di costituirsi parte civile: Vita Rugnetta, madre di Antonino, strangolato perché amico del collaboratore di giustizia Salvatore Contorno, e Michela Buscemi, sorella di Salvatore e Rodolfo, il primo ucciso e fatto sparire perché vendeva sigarette di contrabbando senza il permesso della mafia e il secondo perché aveva cominciato a indagare nel suo quartiere su chi potesse avere assassinato il fratello.

## Il processo di primo grado
Com’era lecito attendersi, non mancarono nemmeno ripetuti tentativi di avvocati e imputati di ritardare lo svolgimento del processo. Più volte gli imputati diedero in escandescenze, finsero attacchi epilettici o compirono azioni autolesioniste, ma gli atti più pericolosi per il processo vennero dagli avvocati, e furono due: una richiesta di ricusazione del presidente della Corte (però in seguito rigettata dalla Corte d'appello) e soprattutto, verso la fine del 1986, la richiesta di lettura integrale di tutti gli atti processuali. Tale possibilità era prevista dal Codice (artt. 462-466) ma in disuso; nel caso del maxiprocesso, tale lettura avrebbe richiesto circa due anni di tempo, col rischio di incanalare l’intero processo in un binario morto da cui non sarebbe, forse, più uscito. Fu necessaria una nuova legge emanata dal Parlamento, la n° 29/1987 ("legge Mancino-Violante", dal nome dei suoi promotori), per scongiurare tale pericolo.

### Svolgimento
Il 10 febbraio 1986, in un'aula bunker colma di circa 300 imputati, 200 avvocati difensori e 600 giornalisti da tutto il mondo, si aprì il processo. Tra gli imputati presenti vi erano Luciano Liggio, Pippo Calò, Bernardo Brusca, Salvatore Montalto, Leoluca Bagarella, Giuseppe Marchese, Michele Greco (che era latitante ma giorni dopo fu catturato e presenziò al processo) e moltissimi altri; tra i contumaci figuravano Salvatore Riina, Bernardo Provenzano, Nitto Santapaola e il superkiller Giuseppe Lucchese. Le accuse ascritte agli imputati includevano, tra gli altri, 120 omicidi, traffico di droga, rapine, estorsione, e, ovviamente, il delitto di "associazione mafiosa" in vigore da pochi anni.
Dal momento che i termini di custodia cautelare per un centinaio di imputati scadevano l'8 novembre 1987 (poi prorogati di poche settimane), era necessario che il processo di primo grado si concludesse entro quella data. Per questo motivo il presidente Giordano, nonostante le proteste di alcuni avvocati difensori e giudici popolari, dispose che il processo si sarebbe celebrato tutti i giorni, a eccezione soltanto delle domeniche e di alcuni sabati.
Il dibattimento si svolse in maniera tutto sommato ordinata e regolare, soprattutto grazie all'atteggiamento di grande pazienza e disponibilità del presidente Giordano. Uno dei momenti più attesi del processo fu la deposizione di Tommaso Buscetta, che iniziò all'udienza del 3 aprile 1986, cui seguì il confronto diretto tra il collaboratore di giustizia e l'imputato Pippo Calò, che avvenne il successivo 10 aprile. In tale confronto la figura di Buscetta prevalse chiaramente, tanto che i numerosi imputati che chiedevano un confronto diretto col loro accusatore rinunciarono, lasciando che Buscetta ripartisse per gli Stati Uniti. L'11 aprile fece il suo ingresso in aula Salvatore Contorno che, a differenza di Buscetta, venne accolto da fischi e insulti anche durante la sua deposizione, che il collaboratore condusse in stretto dialetto palermitano nonostante le proteste degli avvocati difensori, tanto che il presidente Giordano dovette nominare come perito linguistico il professor Santi Correnti per tradurre in italiano la testimonianza di Contorno. Gli altri collaboratori (cosiddetti "minori") che testimoniarono in aula dovettero subire anche loro insulti di ogni genere da parte degli imputati presenti ma non si fecero condizionare e confermarono le loro accuse.

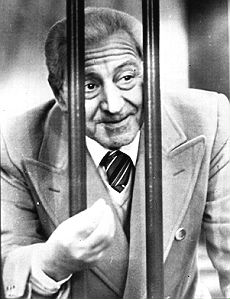
Michele Greco durante un'udienza del Maxiprocesso (1986).

L'udienza del 21 maggio 1986 fu caratterizzata dalla singolare forma di protesta dell'imputato Salvatore Ercolano, il quale si cucì le labbra con una spillatrice e fece leggere un messaggio dal suo compagno di gabbia Tommaso Spadaro in cui smentiva tutte le accuse che gli erano mosse.
Durante l'udienza del 4 agosto 1986, l'imputato Vincenzo Sinagra (detto "Tempesta", cugino dell'omonimo collaboratore di giustizia) venne condotto in aula in camicia di forza contenuto da ben dieci agenti ma continuò ad urlare e a dimenarsi, fin quando il presidente Giordano non ordinò di mandarlo via, disponendo una perizia psichiatrica che stabilì che era un simulatore; due mesi prima, lo stesso Sinagra era finito in ospedale perché aveva ingerito un paio di chiodi e la notizia aveva indotto Giordano a sospendere l'udienza del 5 marzo precedente.
Il 7 ottobre 1986 venne assassinato il piccolo Claudio Domino: le reali motivazioni del delitto non furono mai scoperte, anche se i sospetti ricaddero subito sulla mafia per via del fatto che i genitori del bambino erano titolari della ditta si era aggiudicata l'appalto delle pulizie nell'aula bunker. Alcuni giorni dopo, all'apertura di un'udienza, l'imputato Giovanni Bontate chiese la parola al presidente Giordano e lesse un comunicato a nome di tutti gli altri imputati con cui condannava l'omicidio del piccolo Domino, che però ottenne l'effetto non voluto di confermare l'esistenza della organizzazione: come racconta Pietro Grasso, all'epoca giudice a latere, «con quella dichiarazione di Bontate, per la prima volta un mafioso pronunciò la parola ‘noi´: noi, significava noi mafiosi. Loro stessi ammettevano la loro esistenza. Era senza precedenti» (per via di questo comunicato, Bontate verrà poi assassinato nel 1988 insieme alla moglie Francesca Citarda).
Le udienze dell'11 e 12 novembre 1986 si tennero presso un'aula del Palazzo di Giustizia di Roma, dove furono ascoltati come testimoni Giovanni Spadolini (ministro della Difesa), Virginio Rognoni (ministro della Giustizia) e Giulio Andreotti (ministro degli Esteri) circa la mancata concessione di più ampi poteri al prefetto di Palermo Carlo Alberto dalla Chiesa nel 1982; l'avvocato Alfredo Galasso (difensore di parte civile dei figli di dalla Chiesa) trasmise gli atti della testimonianza di Andreotti alla Procura di Palermo per procedere nei suoi confronti per i reati di falsa testimonianza e reticenza ma le accuse vennero tutte archiviate.
Durante l'udienza del 17 marzo 1987 avvenne anche un fatto surreale: un gruppo di donne parenti dell'imputato Vincenzo Buffa si affacciò alle ringhiere dell'aula bunker riservate al pubblico gridando verso la Corte che il loro congiunto non si era pentito; queste donne (ribattezzate poi dalla stampa "le Erinni"), immediatamente allontanate dall'aula, speravano così di convincere gli altri imputati che la storia della collaborazione con la giustizia di Buffa fosse solo un'invenzione, in modo da evitare il pericolo di vendette trasversali.
Gli ultimi 7-8 mesi furono dedicati alle requisitorie dei pubblici ministeri e alle arringhe difensive degli avvocati, prima che il processo di primo grado si avviasse all'epilogo.

### La camera di consiglio e la sentenza

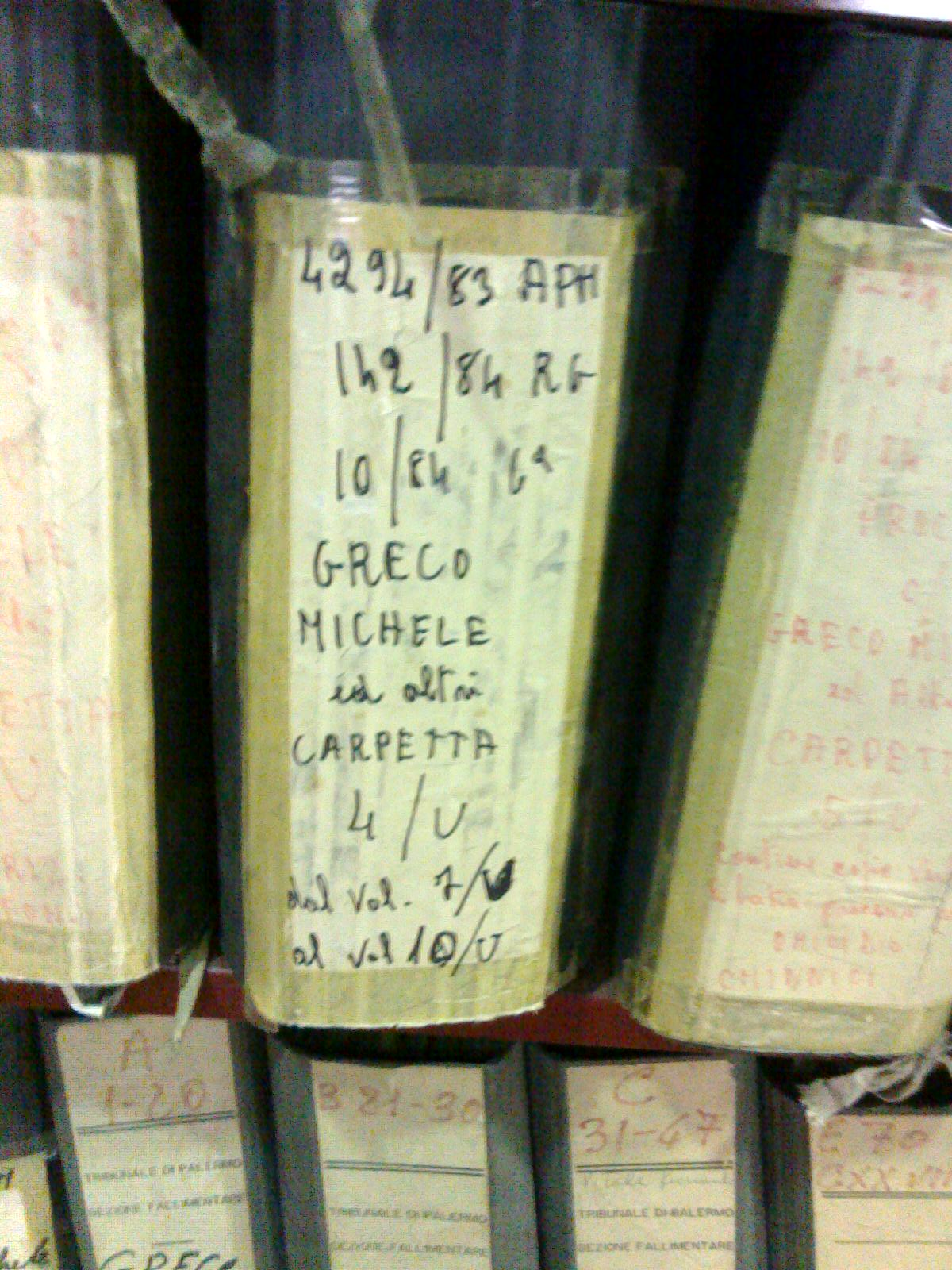
Faldone riguardante Michele Greco al maxiprocesso

L'11 novembre 1987, dopo 349 udienze, 1314 interrogatori e 635 arringhe difensive, gli otto membri della Corte d'assise si ritirarono in camera di consiglio, accompagnati da un inatteso applauso da parte degli imputati (il cui numero, nel corso del processo, era leggermente diminuito fino a 460). Tale Corte era composta dai due giudici togati Alfonso Giordano e Pietro Grasso, e dai sei giudici popolari Francesca Agnello, Maria Nunzia Catanese, Luigi Mancuso, Lidia Mangione, Renato Mazzeo e Francesca Vitale. Fu la più lunga camera di consiglio che la storia giudiziaria ricordi: 35 giorni, durante i quali la Corte visse totalmente isolata dal mondo, lavorando a tempo pieno sul maxiprocesso. 
Infine, il 16 dicembre 1987 il presidente Giordano, che nell'occasione sfoggiò una lunga barba a testimonianza dell'isolamento totale della Corte durante la camera di consiglio, lesse il dispositivo della sentenza che concludeva il maxiprocesso di primo grado: 346 condannati e 114 assolti; 19 ergastoli e pene detentive per un totale di 2665 anni di reclusione. La sentenza venne unanimemente considerata un duro colpo a Cosa nostra e ricevette commenti favorevoli da tutto il mondo. Anche chi non era contento di una così penetrante lotta alla mafia, si guardò bene dal protestare.
Negli ambienti mafiosi e a esso contigui, tuttavia, prevalse un certo ottimismo: se pure in primo grado c'erano state dure condanne, nei successivi gradi di giudizio (in appello e soprattutto in Cassazione), esse sarebbero state senz'altro in gran parte diminuite o annullate, riducendo il tutto a ben poca cosa.
La sera stessa in cui venne letta la sentenza di primo grado, fu ucciso uno degli imputati, Antonino Ciulla, freddato con sette colpi di pistola mentre stava raggiungendo i familiari per festeggiare l'assoluzione nel maxiprocesso: molti lessero in quest'esecuzione una feroce ed immediata risposta di Cosa Nostra alla storica sentenza.

## Il processo d'appello

### L'omicidio Saetta
Contrariamente a quanto era avvenuto per il processo di primo grado, in appello si trovò subito un sia pur ristretto numero di magistrati disposti a presiedere il maxiprocesso. Uno di questi era Antonino Saetta, un magistrato che si era messo in luce negli ultimi anni per il coraggio e l'assoluto rigore morale. Il 25 settembre 1988 Cosa nostra uccise il giudice Saetta a colpi di pistola, e uno dei motivi era proprio quello di impedirgli di presiedere il maxiprocesso.

### Svolgimento e sentenza
L'incarico di presidente venne infine accettato dal giudice Vincenzo Palmegiano, sicché, espletati tutti gli adempimenti, il processo d'appello poté aprirsi il 22 febbraio 1989. L'accusa nel giudizio d'appello si basò sulle testimonianze dei collaboratori di giustizia già sentiti in primo grado, cui si aggiunsero le dichiarazioni dei nuovi collaboratori Antonino Calderone, Giuseppe Pellegriti e Francesco Marino Mannoia, che avevano frattanto iniziato a collaborare con la giustizia. Infatti, durante i mesi del dibattimento, la Corte d'appello andò ad ascoltare negli Stati Uniti il boss Gaetano Badalamenti (detenuto negli USA per traffico di stupefacenti) nonché Tommaso Buscetta, che però rifiutò di rispondere alle domande; a Roma per sentire le rivelazioni di Francesco Marino Mannoia e nel carcere di Alessandria, dove furono interrogati il pentito catanese Giuseppe Pellegriti e il neofascista pluriomicida Angelo Izzo. Venne inoltre stralciata dal processo la posizione degli imputati Armando Bonanno, Filippo Giacalone, Giuseppe Greco (detto "Scarpuzzedda"), Filippo Marchese, Rosario Riccobono e Salvatore Scaglione, nei cui confronti esisteva la sospetta della loro morte perché numerose testimonianze li ritenevano uccisi con il metodo della "lupara bianca".
L'appello ebbe durata appena inferiore al primo grado, e il 12 novembre 1990 la Corte d'assise d'appello poté ritirarsi in camera di consiglio. La sentenza, pronunciata dal presidente Palmegiano il 10 dicembre 1990 si rivelò deludente per gli inquirenti e per la maggior parte dei mezzi di comunicazione, tanto che non mancarono le polemiche. Le condanne venivano infatti ridotte in maniera cospicua: gli ergastoli passarono da 19 a 12, le pene detentive vennero ridotte di oltre un terzo, scendendo a 1576 anni di reclusione, e vennero pronunciate 86 nuove assoluzioni. Venne anche corretto qualche errore commesso in primo grado: erano stati infatti condannati anche quattro imputati ritenuti morti e uno che all'epoca dei fatti era minorenne.
Buona parte di tali riduzioni di pena derivavano dalla convinzione del collegio giudicante che il principio della responsabilità collegiale dei membri della "Commissione" fosse in effetti assai meno inderogabile di quanto non si fosse ritenuto in primo grado e che, quindi, in alcuni casi fossero stati commessi omicidi anche senza l'assenso dei vertici di Cosa nostra: infatti il "teorema Buscetta" venne riconosciuto soltanto negli omicidi della guerra di mafia mentre i membri della "Cupola" vennero assolti per quanto riguarda i "delitti eccellenti" dalla Chiesa, Giuliano, Zucchetto e la c.d. "strage della circonvallazione" con la motivazione che sarebbe stato controproducente per i Corleonesi compiere azioni così eclatanti contro uomini dello Stato, probabilmente organizzate a loro insaputa dalle cosche perdenti dalla guerra di mafia per ragioni connesse al traffico di stupefacenti (attività illecita in cui i singoli gruppi godevano di illimitata autonomia decisionale senza informare la "Cupola") o come disperato tentativo di "riconquistare terreno" e fare ricadere la colpa sugli avversari. Quindi i giudici d'appello rifiutavano la visione di una "mafia moderata" (la fazione Bontate-Inzerillo) contrapposta ad una "mafia stragista" (i Corleonesi), così come prospettata dalle dichiarazioni di Buscetta e Contorno, che erano da considerarsi parzialmente attendibili e, in alcuni casi, addirittura fuorvianti (anche alla luce delle nuove rivelazioni di Calderone e Marino Mannoia) poiché provenienti da soggetti schierati con la fazione perdente e quindi interessati ad allontanare dal loro gruppo di riferimento (ed anche da loro stessi) la responsabilità dei "delitti eccellenti".

### Scarcerazione degli imputati
L'11 febbraio 1991 quaranta imputati del maxiprocesso già condannati in primo grado ed in appello (tra cui importanti boss come Michele Greco e Giuseppe Lucchese) vennero scarcerati per la scadenza dei termini di custodia cautelare a seguito di un ricorso accolto dalla prima sezione penale della Cassazione presieduta dal magistrato Corrado Carnevale. Fu una decisione che generò grande scalpore all'interno dell'opinione pubblica e tra le forze politiche. Per porre un freno a questa situazione, ai primi di marzo il Governo Andreotti VI, nelle persone del Ministro dell'Interno Vincenzo Scotti e di quello della Giustizia ad interim Claudio Martelli, emanò d'urgenza un decreto-legge, il n° 60/1991, che modificava i termini della custodia cautelare e quindi riportava in prigione gli imputati scarcerati. Le critiche di incostituzionalità al decreto sfociarono in uno sciopero nazionale degli avvocati penalisti.

## La sentenza della Corte di Cassazione
Il 9 agosto 1991, a Reggio Calabria, venne ucciso Antonino Scopelliti, sostituto procuratore generale presso la Corte di Cassazione. Scopelliti avrebbe dovuto rappresentare l'accusa davanti alla Suprema Corte per il maxiprocesso e stava quindi esaminando i ricorsi degli avvocati difensori degli imputati. L'omicidio venne probabilmente decretato dai vertici di Cosa nostra di concerto con la 'Ndrangheta calabrese, anche se mandanti ed esecutori sono rimasti sconosciuti.
L'ultimo passaggio da superare era quello del vaglio, da parte della Corte di Cassazione, sulla regolarità del processo. Per gli imputati il giudizio di Cassazione era in effetti l'ultima possibilità per un'ulteriore riduzione o annullamento delle condanne, mentre per l'accusa essa rappresentava la possibilità di ricorrere contro le assoluzioni pronunciate in secondo grado. Il rischio, assai temuto da Giovanni Falcone, era che il maxiprocesso venisse affidato alla prima sezione della Cassazione, presieduta da Corrado Carnevale, giudice cui venivano di solito attribuiti i processi di mafia e che, per la gran quantità di condanne annullate, quasi sempre per piccoli vizi di forma (a fronte invece delle assoluzioni quasi sempre confermate), era stato soprannominato "ammazzasentenze".
Di fronte alle sentenze della Corte presieduta da Carnevale, da molti ritenute a dir poco discutibili (come quella del febbraio precedente che scarcerava numerosi imputati del maxiprocesso), Giovanni Falcone, nominato da Martelli direttore degli affari penali del Ministero della Giustizia, aveva promosso una sorta di "monitoraggio" delle sentenze della Cassazione, che aveva il compito di registrare a quali sezioni della Corte di Cassazione venissero affidati i processi di mafia e il loro esito. Il risultato fu che, per evitare polemiche, il primo presidente della Cassazione decise che i processi di mafia sarebbero stati attribuiti a tutti i presidenti di sezione, a rotazione. Di conseguenza, nonostante secondo alcuni Carnevale avesse operato a lungo, nell'ombra, per ottenere il maxiprocesso, esso fu attribuito alla sesta sezione della Corte, presieduta dal giudice Arnaldo Valente.
La sentenza, emessa il 30 gennaio 1992, fu molto severa: le condanne furono tutte confermate, mentre la gran parte delle assoluzioni pronunciate nel giudizio d'appello per gli omicidi Giuliano, dalla Chiesa, Giaccone ed altri venne annullata e per gli imputati venne disposto un nuovo giudizio. Uno dei motivi principali fu che la Corte, in accordo con i giudici di primo grado, considerò il "teorema Buscetta" assai più cogente di quanto non avessero creduto i giudici di secondo grado. Il processo di rinvio venne celebrato tra il 1993 e il 1995 davanti alla Corte d'assise d'appello presieduta da Rosario Gino: tutti gli imputati vennero condannati all'ergastolo. Il risultato finale del maxiprocesso fu dunque che la quasi totalità delle pesanti condanne pronunciate in primo grado venne confermata e divenne definitiva: un colpo molto duro per Cosa nostra.

## Tronconi del Maxiprocesso
A causa della mole dell'istruttoria processuale e dell'elevato numero degli imputati, l'inchiesta del pool antimafia di Palermo produsse altri tre tronconi, che si svolsero quasi in parallelo con il procedimento principale (definito "maxi-uno").

### Maxiprocessobis
Il 21 aprile 1987 si aprì presso la Corte d'Assise di Palermo, presieduta dal giudice Stefano Migliore, il "Maxiprocesso bis", che contava ottanta imputati, la maggior parte appartenenti alla cosiddetta "mafia di provincia" (cioè le cosche dell'entroterra palermitano), e si basava sulle dichiarazioni del collaboratore di giustizia Vincenzo Marsala, il figlio del capoclan di Vicari ucciso dai Corleonesi nel 1983.
Il 16 aprile 1988 si concluse il primo grado del maxi-bis con una condanna all'ergastolo (inflitto al boss di Caccamo Francesco Intile come mandante dell'omicidio del padre di Marsala) e tre condanne a trent'anni di reclusione e pene per complessivi 332 anni di carcere per gli altri quarantanove imputati mentre il collaboratore Marsala ebbe cinque anni e sei mesi. Il 6 maggio 1989 la Corte d'assise d'appello di Palermo, presieduta da Pasqualino Barreca, annullò l'ergastolo per Intile, assolvendolo per insufficienza di prove, e dimezzò le pene per tutti gli imputati. Nel febbraio 1990 la sentenza d'appello venne confermata dalla prima sezione penale della Cassazione, presieduta da Corrado Carnevale.

### Maxiprocessoter
Nel maggio 1988 iniziò presso la Corte d'assise di Palermo, presieduta da Giuseppe Prinzivalli, il "Maxiprocesso ter" che vedeva imputate 124 persone per associazione mafiosa, traffico di stupefacenti e sei omicidi avvenuti nei primi anni '80 durante la guerra di mafia e si basava principalmente sulle dichiarazioni del collaboratore di giustizia Vincenzo Sinagra. Ad agosto la Corte d'assise andò in trasferta negli Stati Uniti per sentire i collaboratori di giustizia Tommaso Buscetta e Salvatore Contorno ma entrambi rifiutarono di rispondere alle domande della Corte; il mese successivo venne ascoltato nell'aula-bunker di Rebibbia anche il nuovo collaboratore Antonino Calderone.
Il 15 aprile 1989 venne pronunciata la sentenza di primo grado, che assolveva Michele Greco, Giuseppe Calò, Salvatore Riina, Bernardo Provenzano, Francesco Madonia, Pietro Vernengo e altri boss mafiosi dall'accusa di essere i mandanti dei sei omicidi oggetto del processo, disconoscendo quindi il cosiddetto "teorema Buscetta" (esistenza della Cupola e struttura unitaria di Cosa Nostra); vennero invece condannati all'ergastolo il boss Filippo Marchese (assente dal processo perché latitante ma in realtà già ucciso), Salvatore Montalto, Salvatore Rotolo, Paolo Alfano, Vincenzo ed Antonino Sinagra, riconosciuti come unici responsabili degli omicidi in questione, mentre il collaboratore Vincenzo Sinagra (omonimo dell'altro condannato) ebbe ventidue anni di reclusione. Nell'agosto 1991 la sentenza di primo grado venne confermata dalla Corte d'assise d'appello di Palermo, presieduta da Francesco D'Antoni, che però annullò l'ergastolo per Antonino Sinagra, che venne assolto per non aver commesso il fatto.
Il 24 giugno 1992 la Cassazione, presieduta da Corrado Carnevale, confermò le precedenti assoluzioni e dispose un nuovo processo d'appello per Paolo Alfano, Salvatore Montalto, Salvatore Rotolo e Vincenzo Sinagra.

### Maxiprocessoquater
A causa dello smantellamento del pool dovuto alla nomina del nuovo consigliere istruttore Antonino Meli, l'istruttoria del quarto troncone (denominato Maxiprocesso quater) venne portata a termine solamente da Leonardo Guarnotta, il quale, per concluderla, rimase l'unico giudice istruttore al Tribunale di Palermo dopo la riforma del Codice di procedura penale nel 1988. Questo troncone si basava in gran parte sulle dichiarazioni del collaboratore di giustizia Antonino Calderone, cui si aggiunsero in seguito quelle di Francesco Marino Mannoia e Gaspare Mutolo. Infine, il 5 gennaio 1995 Guarnotta chiuse definitivamente l'indagine e rinviò a giudizio 184 imputati. Il "Maxiprocesso quater" si aprì quindi l'anno successivo presso la Corte d'assise di Palermo, presieduta da Silvana Saguto, che nell'aprile dello stesso anno si recò anche in trasferta negli Stati Uniti per sentire come testimone il boss Gaetano Badalamenti.

## Avvenimenti collegati

### La fine delpoolantimafia
Il pool antimafia organizzato da Antonino Caponnetto non ebbe vita lunga. Alla fine del 1987, una volta concluso il primo grado del maxiprocesso, Caponnetto, ritenendo sostanzialmente concluso il suo compito, decise di tornare nella sua Firenze, lasciando quindi il posto di consigliere istruttore presso il tribunale di Palermo. Falcone avanzò la propria candidatura a sostituirlo e molti ritenevano che tale successione fosse nell'ordine delle cose, tuttavia un anziano magistrato, Antonino Meli, che inizialmente intendeva candidarsi come presidente del tribunale di Palermo, venne convinto da alcuni colleghi a ritirare tale candidatura e correre invece per la poltrona (assai meno prestigiosa) di presidente dell'ufficio istruzione. Meli era un magistrato di lunga esperienza, che tuttavia non si era mai occupato di mafia, se non in una singola occasione, ma che aveva un'anzianità di servizio assai superiore a quella di Falcone, e il criterio dell'anzianità era quello di solito seguito dal Consiglio superiore della magistratura per l'assegnazione dei posti.

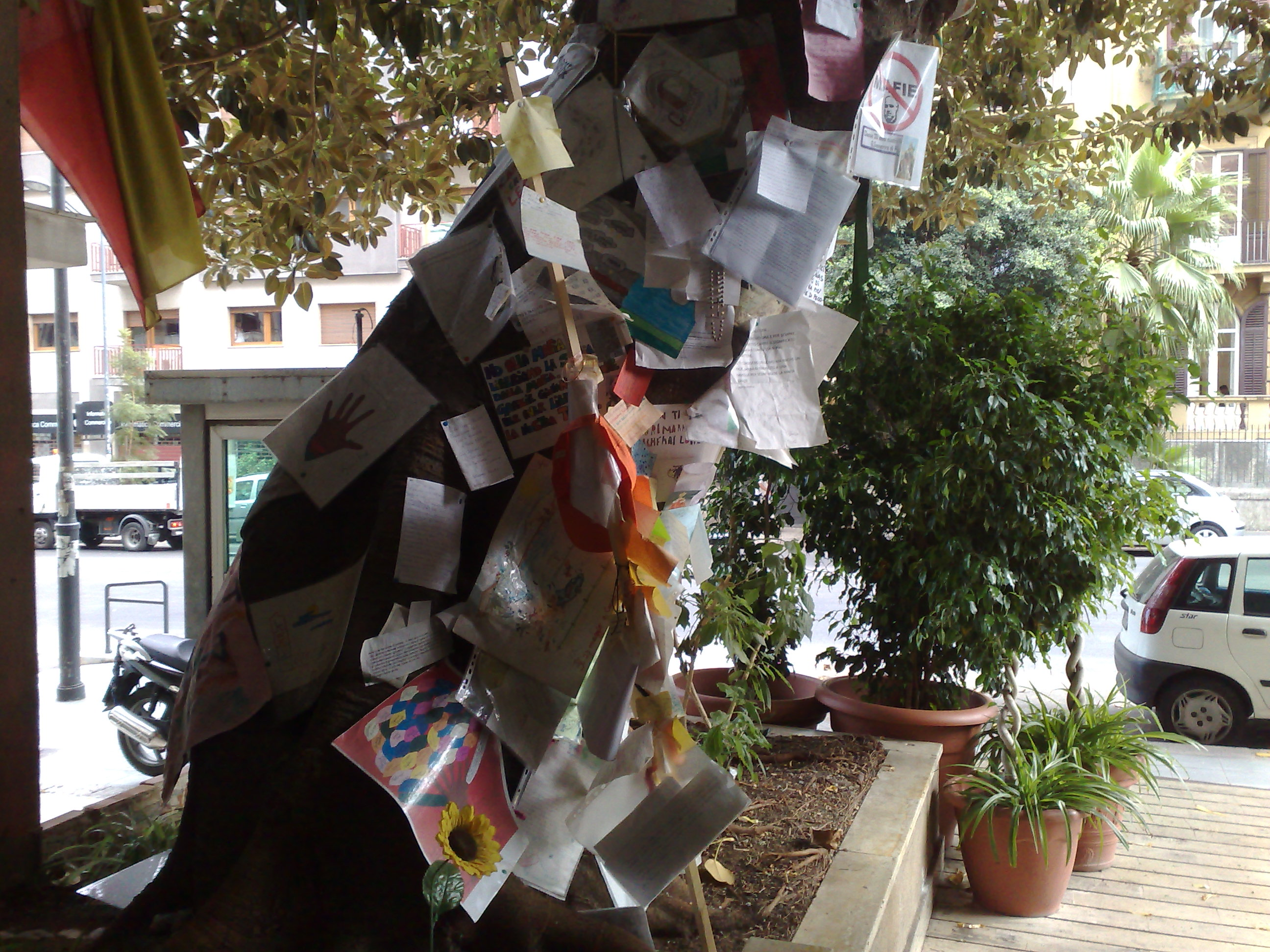
Albero commemorativo di Giovanni Falcone, davanti alla sua abitazione di Via Notarbartolo, a Palermo

Falcone aveva all'interno del CSM numerosi ammiratori ma anche un gran numero di detrattori, sicché la maggioranza dei consiglieri votò per Meli: la sua maggiore anzianità di servizio era stata preferita all'esperienza nella lotta alla mafia di Falcone. Il nuovo consigliere istruttore decise di cancellare il metodo fino ad allora seguito nell'ufficio, smettendo quindi di considerare Cosa nostra come un unico fenomeno e trattando quindi i crimini di mafia come una semplice serie di delitti scollegati tra loro. Questo portò, in breve tempo, alla fine dell'esperienza del pool, poiché buona parte dei suoi componenti preferì dimettersi e dedicarsi ad altri incarichi.

### Gli attentati del 1992 e del 1993
Concluso il maxiprocesso, Cosa nostra sentì impellente la necessità di contrattaccare: tra il 1992 e il 1993 vennero organizzati e portati a compimento una serie di attentati, le cui vittime più note furono i giudici istruttori del maxiprocesso Falcone e Borsellino, nonché l'eurodeputato Salvo Lima (quest'ultimo, legato a esponenti mafiosi, per non essere riuscito a far modificare in Cassazione la sentenza del maxiprocesso).

## Il maxiprocesso di Palermo nella cultura di massa
- Il maxiprocesso è stato ricostruito nel documentario Rai Maxi - Il grande processo alla mafia in sei episodi più un extra.[155][156]
- Ampi spezzoni del primo grado del maxiprocesso sono stati messi in scena nel film Il traditore (2019), regia di Marco Bellocchio, incentrato sulla vita di Tommaso Buscetta; le scene del maxiprocesso sono state girate proprio nella vera aula bunker dell'Ucciardone.[157]
- Il primo grado del Maxiprocesso è stato ripercorso nel docu-drama Io, una giudice popolare al Maxiprocesso (2020) diretto da Francesco Miccichè.